# Wellington Masakadza
Wellington Pedzisai Masakadza (* 3. Oktober 1993 in Harare, Simbabwe) ist ein simbabwischer Cricketspieler, der seit 2015 für die simbabwische Nationalmannschaft spielt.

## Kindheit und Ausbildung
Masakadsa stammt aus einer Cricket-Familie, auch seine Brüder Shingi Masakadza und Hamilton Masakadza spielten für Simbabwe. Bei der ICC U19-Cricket-Weltmeisterschaft 2012 war er Teil des simbabwischen Teams.

## Aktive Karriere
Sein Debüt in der Nationalmannschaft gab er im Oktober 2015 gegen Irland. Bei der darauf folgenden Tour gegen Afghanistan erzielte er zunächst 4 Wickets für 21 Runs und 3 Wickets für 31 Runs in den ODIs, bevor er sein Debüt in der Twenty20-Serie gab. Daraufhin wurde er für den ICC World Twenty20 2016 nominiert und erzielte dabei gegen Schottland 4 Wickets für 28 Runs und wurde dafür als Spieler des Spiels ausgezeichnet. In der Folge fand er nur unregelmäßig einen Platz im Nationalteam. In Bangladesch gab er im November 2018 sein Debüt im Test-Cricket. Im Juli 2021 gelangen ihm gegen Bangladesch 3 Wickets für 20 Runs. Beim ICC Men’s T20 World Cup Global Qualifier Group B 2022 im Juli 2022 gelangen ihm gegen die Vereinigten Staaten 4 Wickets für 11 Runs.